# Papri chaat

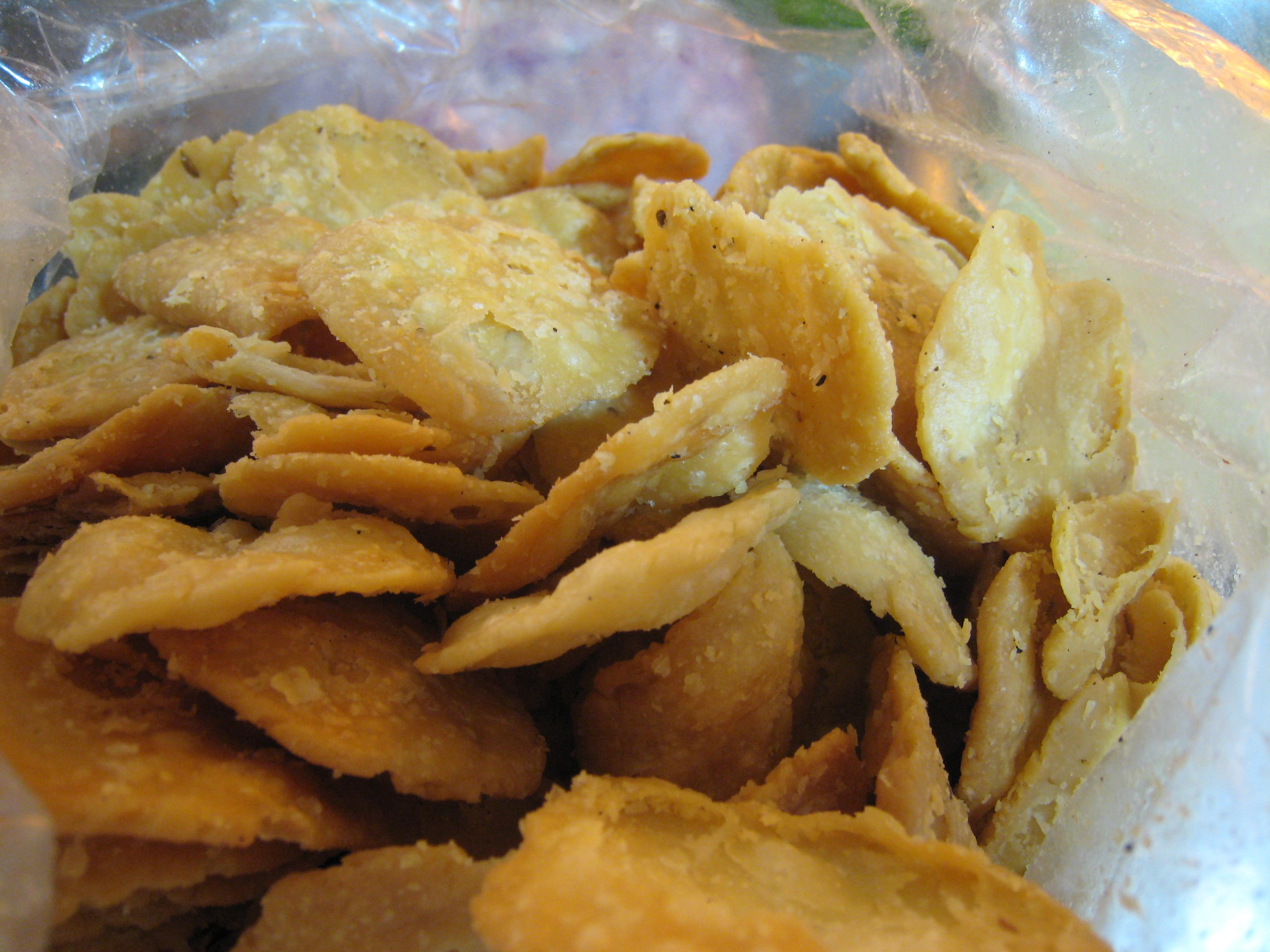
Papri, el ingrediente principal del papri chaat.

Se llama papri chaat, paapri chaat o papdi chaat a un chaat (tipo de comida rápida) del norte de la India hecho con papri, unas obleas crujientes de masa frita hecha con harina blanca refinada y aceite. En el papri chaat, el papri se sirve con patata cocida, garbanzo cocido, pimiento chile, yogur y chutney de tamarindo, cubriéndose con chaat masala y sev.
El plato se adquiere a menudo como comida callejera a vendedores ambulantes o de tenderetes.